# West Point Widow
Pour plus de détails, voir Fiche technique et Distribution.
West Point Widow est un film américain de Robert Siodmak, sorti en 1941.

## Synopsis
Nancy Hull, une infirmière repousse les demandes en mariage de deux médecins pour l'amour d'un champion de football.

## Fiche technique
- Titre original : West Point Widow
- Réalisation : Robert Siodmak
- Scénario : F. Hugh Herbert, Hanns Kräly, d'après une histoire d'Anne Wormser : The Baby's Had a Hard Day
- Producteur : Sol C. Siegel
- Producteur associé : Colbert Clark
- Directeur de la photographie : Theodor Sparkuhl
- Montage : Archie Marshek
- Direction artistique : Haldane Douglas, Hans Dreier
- Décors : George Sawley
- Société de production : Paramount Pictures
- Durée : 63 minutes
- Pays de production : États-Unis
- Langue : Anglais
- Couleurs : Noir et blanc
- Format : 1.37 : 1
- Date de sortie :
  - États-Unis : 20 juin 1941

## Distribution
- Anne Shirley : Nancy Hull
- Richard Carlson : Dr Jimmy Krueger
- Richard Denning : Lieutenant Rhody Graves
- Frances Gifford : Daphne
- Maude Eburne : Mme Willits
- Janet Beecher : Mme Graves
- Archie Twitchell : Joe Martin
- Lillian Randolph : Sophie
- Cecil Kellaway : Dr Spencer
- Patricia Farr : Mlle Hinkle
- Sharon Lynne : Jennifer enfant
- Jean Hall : Jennifer adulte
- Eddie Conrad : M. Metapoulos

Actrices non créditées
- Ethel Clayton : Infirmière
- Catherine Craig : Hilda